# جير مو
جير مو (بالنرويجية البوكمول: Geir Mo)‏ هو سياسي نرويجي، ولد في 2 نوفمبر 1966 في Lærdal ‏ في النرويج. نشط حزبياً في حزب التقدم. وقد انتخب نائب عضو برلمان النرويج ‏.